# D.R. Horton
D.R. Horton, Inc. (NYSE: DHI) er en amerikansk boligbyggevirksomhed, der er baseret i Arlington, Texas. De driver forretning på 90 markeder i 29 delstater. De har 11.788 ansatte og omsætter for 28 mia. US $ (2022). Årligt bygger de 82.000 boliger under fire brands: D.R. Horton, Emerald Homes, Express Homes og Freedom Homes. 
Virksomheden blev etableret i 1978 af Donald R. Horton.